# Krenimo
Krenimo je tretji studijski album slovenske novovalovske skupine Avtomobili. Izšel je leta 1987 pri založbi Diskoton. Skupina je pri snemanju sodelovala s srbskim producentom Ljubom Sedlarjem.

## Seznam pesmi
Vso glasbo je napisal Mirko Vuksanović. Vsa besedila je napisal pa Marko Vuksanović, razen kjer je to navedeno.
Stran A
1. "Krenimo (Gremo vsi)" – 3:17
2. "Sama"
3. "Jednom u životu (Enkrat v življenju)"
4. "Jedanput (Gledala boš zvezde)"
5. "Pozovi je sa prozora (Povej ji da ti je všeč)"

Stran B
1. "Ljubav te je napustila (Ljubezen ne stanuje tu)"
2. "Ne volim da spavam sam (Ne ljubi se mi spati sam)"
3. "Šetajući obalom (Luna)" (Egon Černic) – 3:06
4. "Ovaj grad (Ozri se nazaj)" – 4:30
5. "Cijene rastu (Cene rastejo)"

## Zasedba
Avtomobili
- Marko Vuksanović — glavni vokal, spremljevalni vokal, bas kitara
- Mirko Vuksanović — klavir, sintesajzer, spremljevalni vokal
- Alan Jakin — kitara
- Lucijan Kodermac — bobni

Gostujoči glasbeniki
- Aleks Vičič — slovenski vokal

Tehnično osebje
- Nedim Bačvić (kot "Bačvić") — oblikovanje
- Miran Ušaj — izvrški producent
- Tahir Durkalić — snemanje
- Ljubo Sedlar — produkcija